# Бердаль Григорій Микитович
Григо́рій Бе́рдаль (нар. 21 березня 1897, с. Вілька Сяніцького повіту, тепер Польща — пом. 1960, с. Гутисько Бережанського району Тернопільської області) — народний різьбяр, слюсар.

## Життєпис
Змалку навчався різьбити від батька Микити. Виробляв дитячі іграшки (лопатки, візочки, коники), став найздібнішим майстром широкого профілю на селі.
Виготовляв і ремонтував знаряддя сільськогосподарської техніки, ремонтував годинники, виготовляв високої якості різьбярські долота, ножі.
Після Першої світової війни від односельчанина Михайла Орисика навчився круглої різьби, але найохочіше виготовляв палиці з рослинним орнаментом і ручкою у вигляді топірця або стилізованою головою орла, лева, собаки. Також різьбив орлів, декоративні шкатулки.
У селі користувався великою пошаною за свою працьовитість, доброту і щирість. Дрібні послуги для односельчан виконував задарма, хоч родина його жила в постійних нестатках. Навчив різьбити синів Івана і Миколу та дочку Катерину.
У 1945 р. виселений в с. Гутисько на Тернопільщині, де продовжував займатись різьбою, брав участь в обласних художніх виставках.